# 油条
油條，是流行于大中華地区的一种长条形中空的油炸面食，口感松脆有韧劲，是中国传统的早点之一。

## 名称

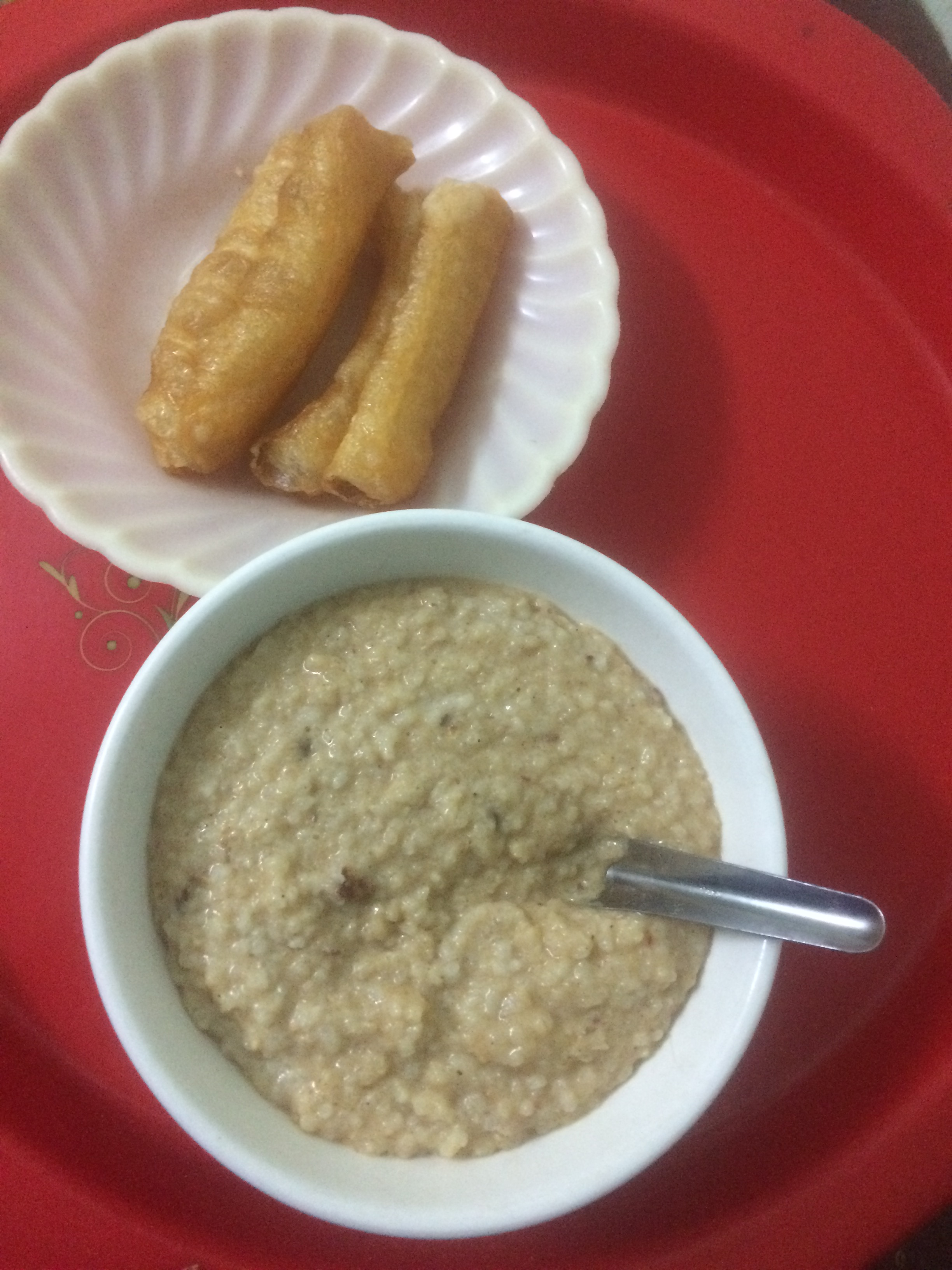
油条和鱼粥

粵語地區稱油炸餜、油炸粿、炸麵、油炸鬼，閩語地區称油炸粿，安徽称餜子，天津稱棒槌餜子，山西称麻叶，東北地區稱大果子，胶东称面鱼，古称餢𩜶。傳日本唐果子「餢飳」音與餢𩜶同，應為相同食品。
另有油炸鬼之名的来历传说：中國南宋時期，秦檜殺害抗金將領岳飛。相传都城臨安，西湖一所燒餅鋪內一位叫王小二的伙计收到此消息後深感不忿，遂把秦檜和其妻王氏的樣子捏製到麵餅上，並把兩塊樣子不同的麵餅背靠背粘著並放在滾油鍋裏炸，邊炸邊大叫：「大家快看『油炸檜』啦！」吸引到不少人上前湊熱鬧和購食。『油炸檜』很快傳遍臨安城，王小二的顧客越來越多，造『油炸檜』也就越來越忙，後來把製作過程簡化，直接把兩條麵餅面靠面粘著並放在滾油鍋裏炸，成為現今常見的油炸鬼

## 油条的成份
油条之会所以膨松中空，主要由于添加的膨松剂，膨松剂会发生化学反应产生的大量的气体（通常是二氧化碳）将柔韧的面团胀开。
传统上油条中使用的膨松剂有两类：北方油条通常用明矾配纯碱；广式油条通常用臭粉（碳酸氢铵）。前者虽然口感好，但铝的残留被人们担忧在长期食用或過量使用下可能导致慢性铝中毒，损害神經系統和大脑。亦有专业评估认为尚无证据证明食物中的铝可能增加患上老年痴呆的风险，不过儿童仍应避免过量摄入铝而影响健康。使用碳酸氢铵虽然不会产生有害物残留，却会在炸制时放出对人体有害的氨气。所以，现在一些大型的早餐店和方便食品厂商开始转而使用酒石酸氢钾等无铝膨松剂来代替明矾。

## 油條的各種吃法

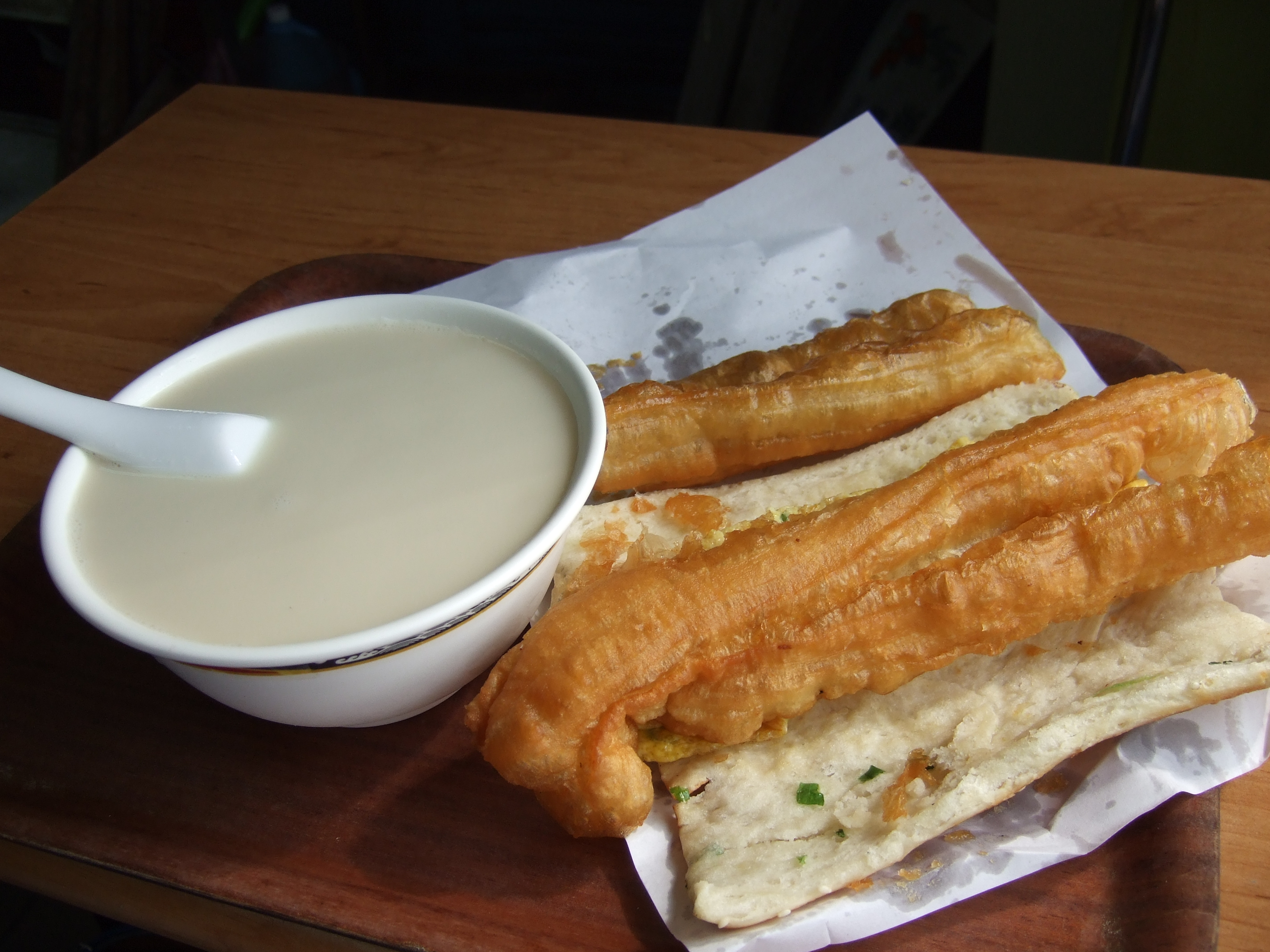
燒餅油條配豆漿。

- 在上海，油条和大饼、豆浆、粢饭团并称上海传统早餐的“四大天王”或“四大金剛”。江浙地区人尤其喜欢用糯米饭卷油条加配料而製成的粢飯，或者用咸烧饼夹着油条食用[6]，并配上咸豆浆[7]。
- 台灣，油條通常夾入燒餅或切段裹入飯糰裡，或搭配杏仁茶、豆漿、豆花當早餐吃，油條加入粥裡做為配料是台南和廣東粥、鹹豆漿不可少的配料。
- 杭州有一小吃「葱包桧」，是用薄饼卷油条和葱段，在平底锅上压扁并烤制而成。食用时涂抹上甜面酱或辣椒酱。
- 福建流行用將油條撕成一小塊然後丟進鼎邊抆當中然後攪拌著食用，或者把油條當配菜食用，主食吃鼎邊抆。
- 廣東、香港流行用腸粉捲著油條製成炸兩，淋上醬油食用，可隨意再加上辣椒醬和甜醬，也會直接拌粥作早餐的吃法。粵菜有砵仔焗魚腸，以瓦砵把油條和雞蛋及魚腸焗熟食用。
- 河南，人們喜歡以新炸好的油條配合糊辣湯或豆腐腦等作為早餐。
- 天津流行使用煎饼卷油条制成的小吃煎饼馃子。
- 川渝也流行粢饭团作为早餐。
- 馬來西亞，油條是人們吃肉骨茶時不可缺少的配料之一，普遍的吃法是把油條撕細後放進肉骨茶內吸滿湯汁後食用。每当吃粥时，也时常看到油条是配料之一，还有油条配红豆沙和油条配咖啡乌（无奶黑咖啡）。2016年，马来西亚的麦当劳为了响应古早味，推出了油条配套，并称为“Cuba-Cuba Cakoi”（也叫“Cakoi”）配搭麦当劳的鸡粥和热豆奶。随后在麦当劳的官方YouTube上载Cakoi的2部影片和2部预告片：第1部影片的男子说配豆奶和鸡粥好吃，可是另一位男子说配加椰更好吃。而第2部影片中油條配鸡粥的男子还拿着Cakoi配很多料。
- 越南亦将油条称为“油炸鬼”或“油炸馃”（dầu cháo quẩy / giò cháo quẩy），简称为“鬼”或“馃”（quỷ / quẩy），也是早餐常见的面点，通常搭配越南粉或者粥食用。

## 相册

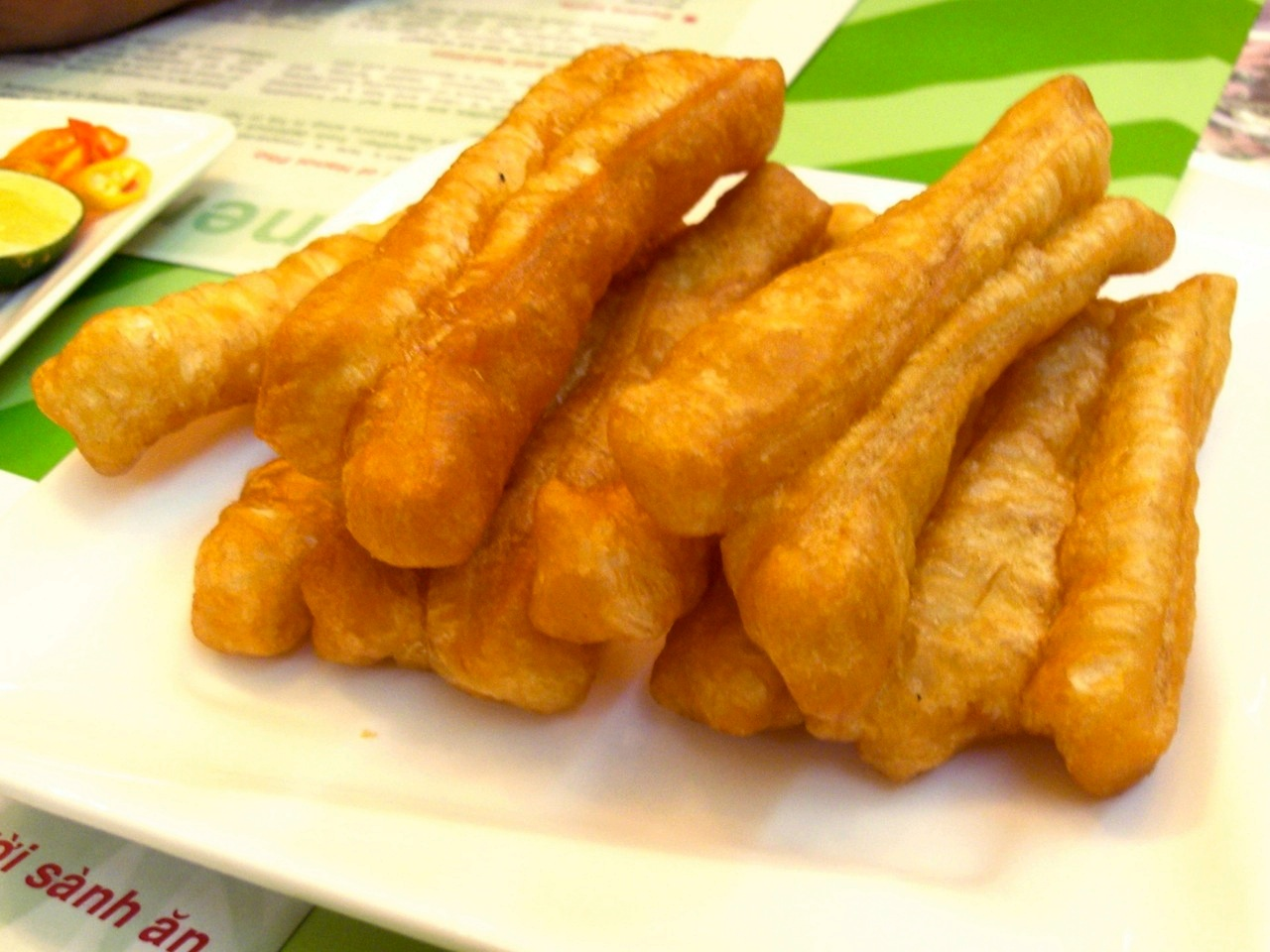
越南的油条
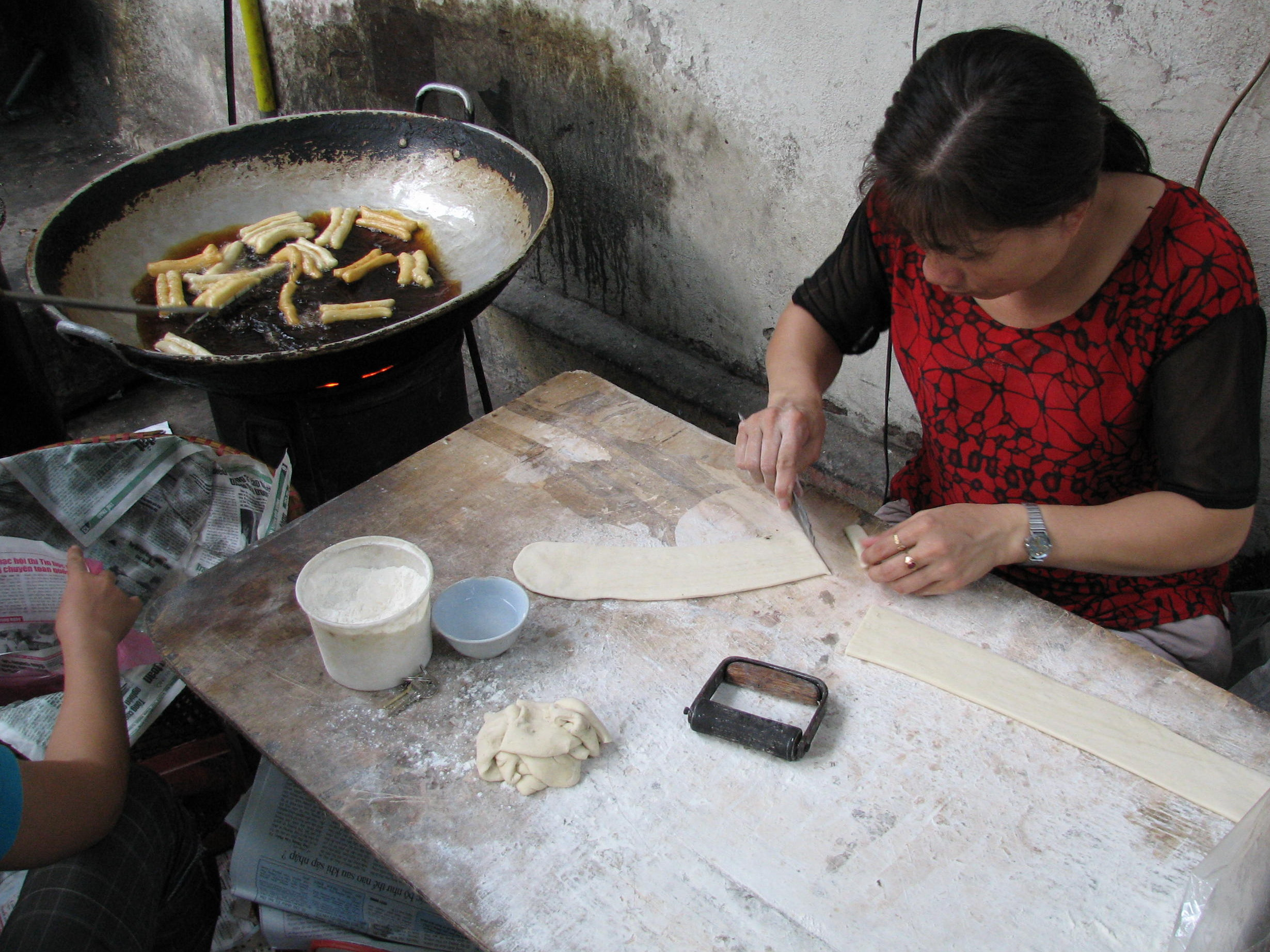
越南河内小食店的老板制作油条
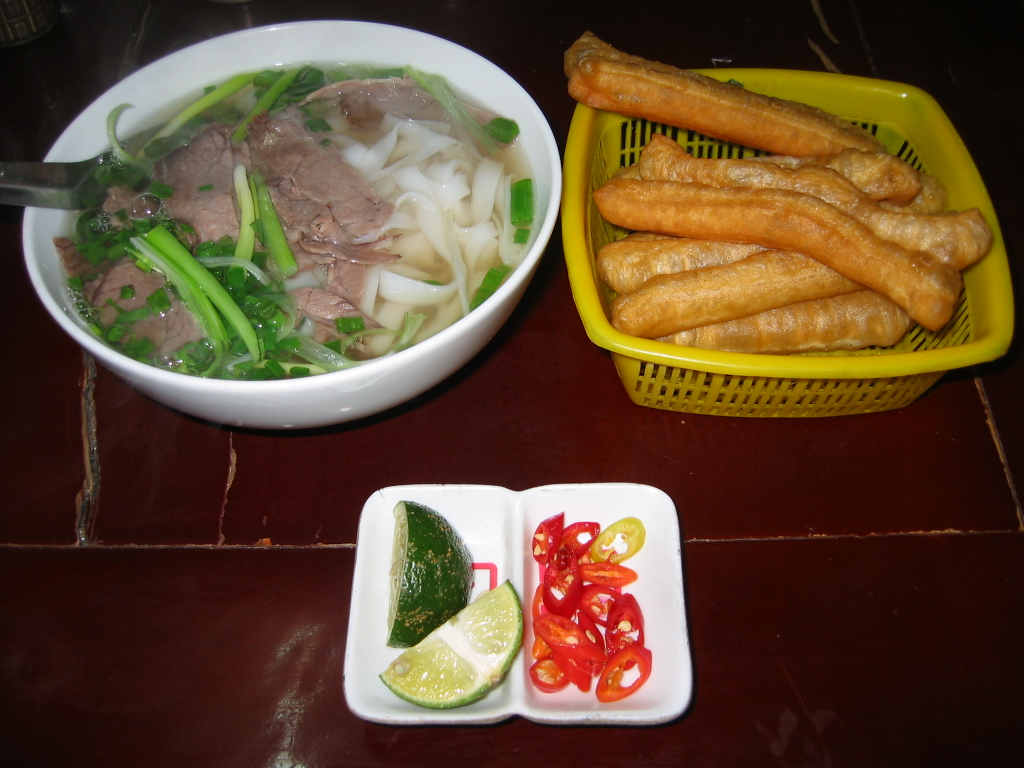
越南粉和油條

## 其他
- 牛脷酥
- 鹹煎餅
- 西班牙油条
- 油炸豆皮

## 腳注
1. ↑  《齊民要術》卷第九〈餅法第八十二〉：「盤水中浸劑，於漆盤背上水作者，省脂，亦得十日軟，然久停則堅。 乾劑於腕上手挽作，勿著勃。入脂浮出，即急飜，以杖周正之，但任其起，勿刺令穿。熟乃出之，一面白，一面赤，輪緣亦赤，軟而可愛。久停亦不堅。若待熟始飜，杖刺作孔者，洩其潤氣，堅硬不好。法須甕盛，濕布蓋口，則常有潤澤，甚佳。任意所便，滑而且美。」
2. ↑  .   [2008-04-03]. （原始内容存档于2008-05-13）.
3. ↑  曾美惠. . 新聞引據：中國時報、聯合報 (中央廣播電台). 2012-04-07. 消基會抽檢市售甜甜圈、油條、饅頭、海帶及粉絲計24件產品，多達16件含鋁，不乏知名品牌如甜甜圈Mister Donut、大型賣場所展售的食品。消基會表示，攝食過量的鋁，可能傷害神經系統，造成智力退化，國內食品標準，卻遲遲未對鋁含量有相關規範。……聯合國糧農組織與世界衛生組織所成立的食品添加物委員會，已將鋁每周可容許攝取量，暫定每人每公斤為2毫克；大陸則直接規範食物鋁殘留量，不超過100ppm……林口長庚臨床毒物科主任林杰樑指出，依歐盟含鋁標準，30公斤孩童1周鋁攝取量上限為30毫克，若油條含500ppm，吃2根就超量；預防之道就是多喝水，將鋁盡速代謝出來。[永久]
4. ↑  . 消費者報導雜誌 第372期 第40~47頁. 中華民國消費者文教基金會. 2012-04-06  [2012-04-08]. （原始内容存档于2012-04-10）.
5. ↑  科学辟谣. . 科普中国. 2021-05-14  [2025-02-23]. （原始内容存档于2025-04-27）.
6. ↑  . 杭州网. 2019-06-16  [2024-10-24]. （原始内容存档于2024-12-11）.
7. ↑  . 上城报 (杭州网). 2024-07-02  [2024-10-24]. （原始内容存档于2024-12-11）.

- 油条的制作及禁忌 （页面存档备份，存于）

## 外部連結
- 《苦竹杂记》 （页面存档备份，存于）之《谈油炸鬼》，周作人。
- 油条的做法